# Нурдавлетово
Нурдавлетово (баш. Нурдәүләт) — деревня в Мелеузовском районе Республики Башкортостан Российской Федерации. Входит в состав Зирганского сельсовета.

## География

### Географическое положение
Расстояние до:
- районного центра (Мелеуз): 40 км,
- центра сельсовета (Зирган): 9 км,
- ближайшей ж/д станции (Зирган): 8 км.

## История
Постановлением Всероссийского ЦИК «Об изменениях в административно-территориальном делении Башкирской АССР» от 20 февраля 1932 года «селения: Нурдавлетово, Верхне-Юлдашево и Сабашево, Нурдавлетовского сельсовета, Петровского района» переданы «в состав Стерлитамакского района».

## Население
| 2002 | 2009 | 2010 |
| ---- | ---- | ---- |
| 87   | ↗113 | ↘102 |